# Diócesis de Mogi das Cruzes
La diócesis de Mogi das Cruzes (en latín: Dioecesis Crucismogien(sis) y en portugués: Diocese de Mogi das Cruzes) es una circunscripción eclesiástica latina de la Iglesia católica en Brasil, sufragánea de la arquidiócesis de San Pablo. La diócesis tiene al obispo Pedro Luiz Stringhini como su ordinario desde el 19 de septiembre de 2012. 

## Territorio y organización
La diócesis tiene 2521 km² y extiende su jurisdicción sobre los fieles católicos de rito latino residentes en 10 municipios del estado de São Paulo: Mogi das Cruzes, Arujá, Biritiba-Mirim, Ferraz de Vasconcelos, Guararema, Itaquaquecetuba, Poá, Salesópolis, Santa Isabel y Suzano.
La sede de la diócesis se encuentra en la ciudad de Mogi das Cruzes, en donde se halla la Catedral de Santa Ana.
En 2019 en la diócesis existían 79 parroquias agrupadas en 9 regiones pastorales.

## Historia
La diócesis fue erigida el 9 de junio de 1962 con la bula Quo christiana del papa Juan XXIII, obteniendo el territorio de la arquidiócesis de San Pablo y de la diócesis de Taubaté.
El 30 de enero de 1981 cedió partes de su territorio para la erección por el papa Juan Pablo II de las diócesis de Diócesis de Guarulhos (mediante la bula Plane intellegitur) y São José dos Campos (mediante la bula Qui in Beati Petri).

## Estadísticas
De acuerdo al Anuario Pontificio 2020 la diócesis tenía a fines de 2019 un total de 980 652 fieles bautizados.
| Año                                                                             | Población            | Población | Población      | Sacerdotes | Sacerdotes    | Sacerdotes    | Bautizados por sacerdote | Diáconos permanentes | Religiosos | Religiosos | Parroquias |
| Año                                                                             | Bautizados católicos | Total     | % de católicos | Total      | Clero secular | Clero regular | Bautizados por sacerdote | Diáconos permanentes | Varones    | Mujeres    | Parroquias |
| ------------------------------------------------------------------------------- | -------------------- | --------- | -------------- | ---------- | ------------- | ------------- | ------------------------ | -------------------- | ---------- | ---------- | ---------- |
| 1966                                                                            | 420 000              | 480 000   | 87.5           | 55         | 23            | 32            | 7636                     |                      | 17         | 56         | 32         |
| 1968                                                                            | 472 922              | 525 469   | 90.0           | 44         | 15            | 29            | 10 748                   |                      | 32         | 112        | 25         |
| 1976                                                                            | 687 765              | 749 256   | 91.8           | 56         | 26            | 30            | 12 281                   | 2                    | 33         | 85         | 43         |
| 1980                                                                            | 694 000              | 796 000   | 87.2           | 65         | 27            | 38            | 10 676                   | 2                    | 38         | 117        | 48         |
| 1990                                                                            | 850 000              | 950 000   | 89.5           | 47         | 21            | 26            | 18 085                   | 1                    | 33         | 91         | 38         |
| 1999                                                                            | 828 750              | 1 071 976 | 77.3           | 59         | 37            | 22            | 14 046                   | 1                    | 50         | 74         | 40         |
| 2000                                                                            | 1 104 000            | 1 200 000 | 92.0           | 67         | 34            | 33            | 16 477                   | 1                    | 72         | 78         | 43         |
| 2001                                                                            | 679 532              | 1 231 528 | 55.2           | 75         | 36            | 39            | 9060                     | 1                    | 57         | 85         | 42         |
| 2002                                                                            | 371 273              | 1 233 890 | 30.1           | 69         | 34            | 35            | 5380                     | 1                    | 96         | 80         | 42         |
| 2003                                                                            | 400 000              | 1 233 890 | 32.4           | 66         | 38            | 28            | 6060                     | 3                    | 158        | 80         | 43         |
| 2004                                                                            | 596 565              | 1 233 890 | 48.3           | 72         | 37            | 35            | 8285                     | 3                    | 238        | 54         | 43         |
| 2013                                                                            | 1 165 000            | 1 572 000 | 74.1           | 90         | 51            | 39            | 12 944                   | 7                    | 168        | 64         | 50         |
| 2016                                                                            | 1 168 000            | 1 576 262 | 74.1           | 129        | 98            | 31            | 9054                     | 18                   | 55         | 64         | 70         |
| 2019                                                                            | 980 652              | 1 634 420 | 60.0           | 147        | 106           | 41            | 6671                     | 30                   | 69         | 91         | 79         |
| Fuente: Catholic-Hierarchy, que a su vez toma los datos del Anuario Pontificio. |                      |           |                |            |               |               |                          |                      |            |            |            |

## Episcopologio
- Paulo Rolim Loureiro † (4 de agosto de 1962-2 de agosto de 1975 falleció)
- Emílio Pignoli (29 de abril de 1976-15 de marzo de 1989 nombrado obispo de Campo Limpo)
- Paulo Antonino Mascarenhas Roxo, O.Praem. † (18 de noviembre de 1989-4 de agosto de 2004 retirado)
- Airton José dos Santos (4 de agosto de 2004-15 de febrero de 2012 nombrado arzobispo de Campinas)
- Pedro Luiz Stringhini, desde el 19 de septiembre de 2012